# Sophia Abrahão
Sophia Sampaio Abrahão (San Paolo, 22 maggio 1991) è una cantante, attrice e conduttrice televisiva brasiliana.
Tra i ruoli più importanti quelli nel film Confissões de Adolescente (2014) e in soap opera come Malhação (2007) e telenovelas come Rebelde (2011).
Ha pubblicato il suo primo album in studio, prodotto da Fernando Zor, vendendo oltre 15 000 copie in tutto il Brasile.

## Biografia
Nata a San Paolo, ha fatto il suo debutto televisivo nel 2007 in Malhação, interpretando fino alla stagione 2009 il personaggio di Felipa. L'anno successivo, si è unita al cast del programma Bicicleta e Melancia trasmesso da Multishow.
Tra il 2011 e il 2012 si è messa in luce interpretando il personaggio di Alice Albuquerque in Rebelde. Insieme agli altri cinque protagonisti, ha anche formato la Rebeldes, che ha pubblicato due album in studio ed è andata in tour in tutto il Brasile.
Nel 2013, è entrata a far parte del cast di TV Globo, aggiungendo nel proprio curriculum le partecipazioni alle telenovele Amor à vida e Alto Astral.
L'attrice è anche apparsa sul grande schermo, recitando nel film Confissões de Adolescente diretto da Daniel Filho.
Nel 2015, Sophia ha deciso di lasciare la recitazione per concentrarsi sulla carriera musicale. Il suo album di debutto ha raggiunto la vetta delle classifiche di iTunes Brasile e Náufrago, il primo singolo estratto dal CD, è diventato subito una delle hit preferite dai suoi amati tirulipos (nickname con  cui l'artista chiama i suoi fan).

## Discografia
Album in studio
- 2015 – Sophia Abrahão

EP
- 2014 – Sophia
- 2017 – Dance!

## Filmografia

### Cinema
- Confissões de Adolescente, regia di Daniel Filho (2014)
- Anjo de Cabelos Longos, regia di Fernando Trevisan (2015)

### Televisione
- Malhação – soap opera (2007-2009)
- Bicicleta e Melancia – serie TV, 19 episodi (2010)
- Rebelde – telenovela, protagonista (2011-2012)
- Amor à vida – telenovela (2013-2014)
- Alto Astral – telenovela (2014-2015)
- TVZ - conduttrice, 2 episodi (2016)
- Dança dos Famosos – attrazione di un programma TV, concorrente (2016)
- A Lei do Amor – telenovela, 5 puntate (2016)
- Vídeo Show – programma TV, conduttrice (2017-in corso)
- Salve-se Quem Puder (2020)

## Tour
- 2016 – Tudo Que Eu Sempre Quis Tour
- 2017 - Show Sophia Abrahão